# 贾蔷

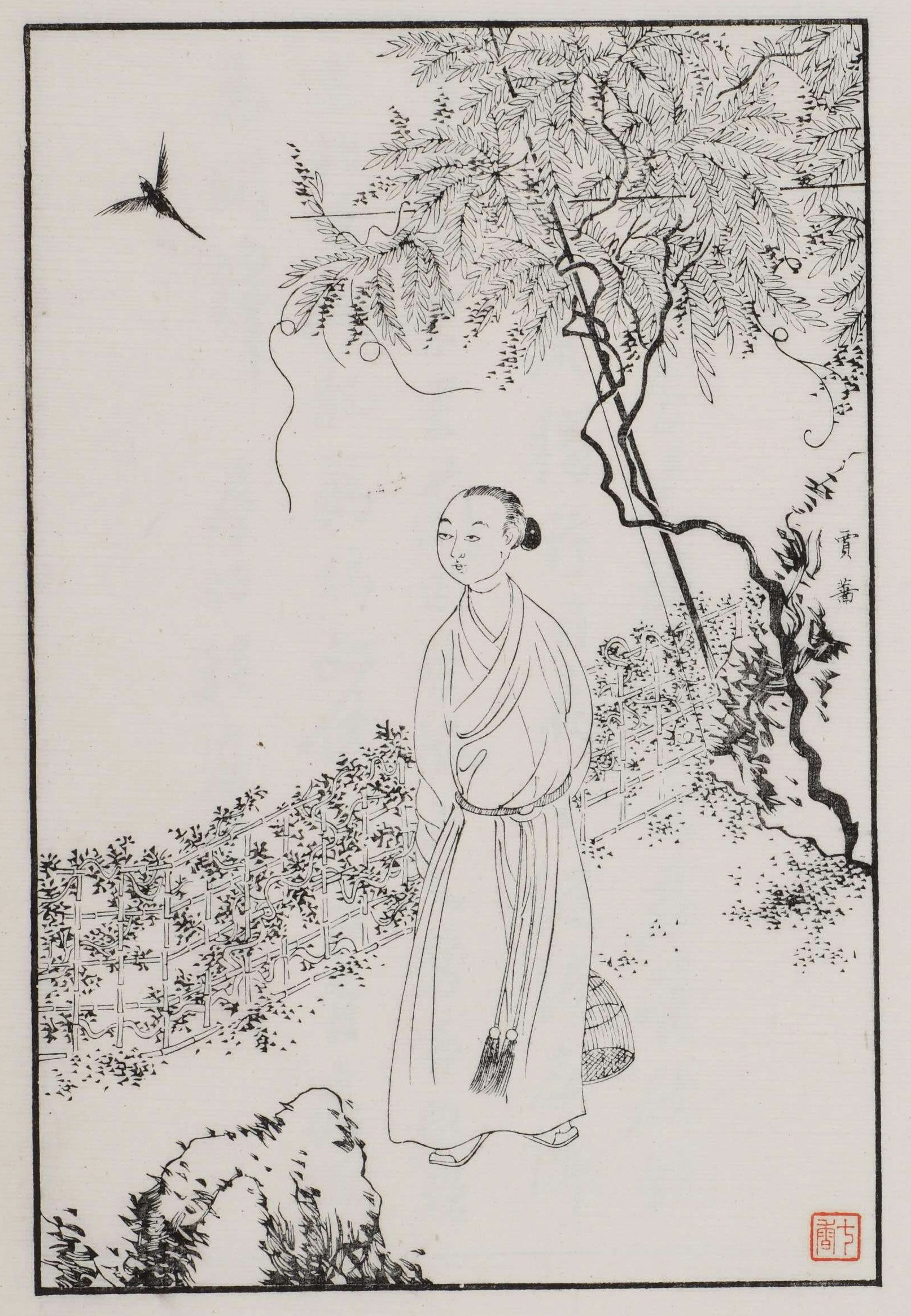
改琦绘，出自《红楼梦图咏》

贾蔷，《红楼梦》人物，宁国府的正派玄孙(其曾祖父應為賈代化之弟)，生得相當俊俏。因父母早亡，从小跟贾珍生活，他上有贾珍溺爱，下有贾蓉匡助。虽然每日应名去上学，亦不过虚掩眼目而已，仍旧是閗鸡走狗，赏花阅柳，越发自大起来。后成为贾府戏班的总管，後与龄官相戀，整日讨其欢心，而齡官亦對他頗為痴情。

## 人物結局
按照脂批暗示，賈薔最終與齡官終成眷屬，並幫助敗落後的賈家。